# Бен Хассине, Айман
Айман Бен Хассине (араб. أيمن بن حسين‎, фр. Ayman Ben Hassine, род. 8 ноября 1980) — тунисский шоссейный велогонщик.

## Карьера
В 2004 году впервые выиграл этап на Туре Египта. В следующем году ему удалось повторить этот успех. В сезоне 2006 года он добился успеха на Туре Марокко и Туре Аэропортов. В 2007 году он в третий раз выиграл этап Тура Египта. Он также добился успеха на Туре Ливии и стал чемпионом Туниса в индивидуальной гонке. В 2008 году он снова стал чемпионом Туниса в индивидуальной гонке.
После 2009 года Бен Хассине не участвовал в гонках до 2014 года когда снова стартовал на чемпионате Туниса. Следующим его стартом стал Чемпионат Африки в 2016 году
по шоссейным дорогам в 2014 году и в чемпионате Африки по шоссейным велосипедам в 2016 году. Он финишировал седьмым в индивидуальной гонке на время континентального чемпионата. , после чего принял участие ещё в ряде гонок — Тур Орана, Гран-При Орана, Тур Сетифа, Тур Марокко, Тур Сенегала и Тур Туниса. Но выше 9-го места на этапе не поднимался.

## Достижения
2000
2-й на Чемпионате Туниса — групповая гонка
2004
 Чемпион Туниса — групповая гонка
1-й этап Тур Египта
2005
 Чемпион Туниса — групповая гонка
4-й этап Тур Египта
2006
6-й этап Тур Аэропортов
2-й этап Тур Марокко
2-й на Чемпионате Туниса — групповая гонка
2007
 Чемпион Туниса — групповая гонка
 Чемпион Туниса — индивидуальная гонка
5-й этап Тур Египта
6-й этап Тур Ливии
 Чемпионат арабских стран по велоспорту — индивидуальная гонка
2008
 Чемпион Туниса — индивидуальная гонка
Тур Египта
2-й в генеральной классификации
3-й и 4-й этапы
1-й и 8-й этапы на Тур Фармаце Централе
1-й на Гран-при Месаида
1-й на Гран-при Дохи
2-й этап Сайклинг Голден Джерси
6-й на Чемпионат Африки — групповая гонка
8-й на Чемпионат Африки — индивидуальная гонка
2009
1-й на Кубок H. H. вице-президента
1-й на Кубок Эмиратов